# فاکتورهای رونویسی مارپیچ-حلقه-مارپیچ قلیایی زیپ لوسین
فاکتورهای رونویسی مارپیچ-حلقه-مارپیچ قلیایی زیپ لوسین (انگلیسی: Basic helix-loop-helix leucine zipper transcription factors) که با نام اختصاری bHLHZ شناخته می‌شود، فاکتورهای رونویسی هستند که همان‌طور که از نامشان پیداست، دارای موتیف‌های مارپیچ-حلقه-مارپیچ قلیایی و زیپ لوسین هستند.
نمونه‌هایی از این فاکتورها، مولکول‌های MITF و SREBP هستند.